# Måløy
Måløy este o localitate din comuna Vågsøy, provincia Sogn og Fjordane, Norvegia, cu o suprafață de 1,93 km² și o populație de 3.242 locuitori (2013).